# بتی بلایت

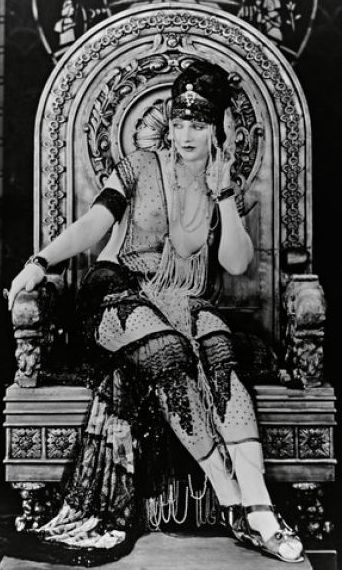

بتی بلایت (انگلیسی: Betty Blythe؛ ۱ سپتامبر ۱۸۹۳ – ۷ آوریل ۱۹۷۲) یک هنرپیشه اهل ایالات متحده آمریکا بود.

## بخشی از فیلم‌شناسی
| Film | Film                         | Film            | Film                                                   |
| سال  | فیلم                         | نقش             | توضیحات                                                |
| ---- | ---------------------------- | --------------- | ------------------------------------------------------ |
| ۱۹۲۵ | او                           | Ayesha          |                                                        |
| ۱۹۳۳ | زیارت                        | Janet Prescot   |                                                        |
| ۱۹۳۵ | آنا کارنینا                  | Woman           | در عنوان بندی نیامده                                   |
| ۱۹۳۷ | فتح                          | Princess Mirska | در عنوان بندی نیامده Alternative title: Marie Walewska |
| ۱۹۳۹ | زنان                         | Mrs. South      | در عنوان بندی نیامده                                   |
| ۱۹۴۵ | ماجرا                        | Mrs. Buckley    | در عنوان بندی نیامده                                   |
| ۱۹۴۶ | پستچی همیشه دو بار زنگ می‌زند | Customer        | در عنوان بندی نیامده                                   |
| ۱۹۴۷ | زندگی پنهان والتر میتی       | Floor Manager   | در عنوان بندی نیامده                                   |
| ۱۹۴۷ | کس تیمبرلین                  | Nurse           | در عنوان بندی نیامده                                   |
| ۱۹۴۸ | نامه‌ای از زنی ناشناس         | Frau Kohner     | در عنوان بندی نیامده                                   |
| ۱۹۵۶ | شور زندگی                    | Dowanger        | در عنوان بندی نیامده                                   |
| ۱۹۵۷ | داستان هلن مورگن             | Party Guest     | در عنوان بندی نیامده                                   |
| ۱۹۶۴ | بانوی زیبای من               | Lady at Ball    | در عنوان بندی نیامده                                   |